# Volta-Congotalen

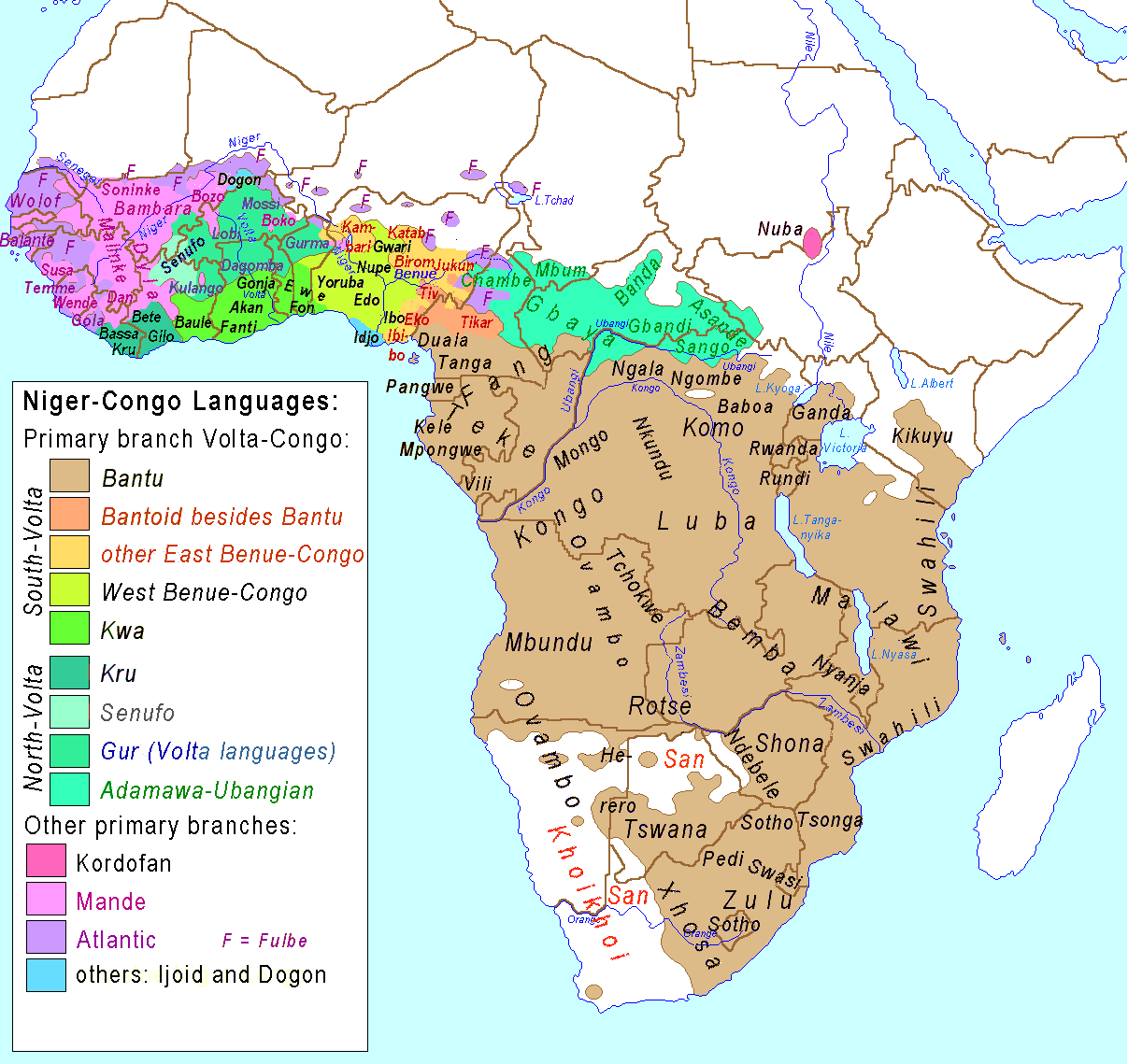
Verspreiding Volta-Congotalen (bruin, oranje, groen)

De Volta-Congotalen vormen de grootste hypothetische subgroep van verwante talen binnen de Atlantische Congotalen, die op hun beurt deel uitmaken van de Niger-Congotalen. Dat al deze talen een genetische eenheid vormen is in de jaren 60 en 70 van de 20e eeuw vrijwel volledig vast komen te staan dankzij het onderzoek van historisch-vergelijkend taalkundige John M. Stewart, die onder meer vaststelde dat er eerder sprake leek te zijn van een dialectcontinuüm dan van een echte verzameling taalfamilies. Sommige genetische relaties zijn tot op heden onduidelijk, zoals die van de Kwa-talen tot de Benue-Congo-talen en een aantal van deze talen onderling.
Er zijn ook alternatieve interne classificaties. Zo wordt de term de Savanna-talen tegenwoordig soms gebruikt als verzamelnaam voor de Gur-talen en de Adamawa-Ubangi-talen.
Over de geschiedenis van het klinkersysteem van deze talen bestaat nogal wat onduidelijkheid. Casali (1995) kende aan de proto-taal van alle Niger-Congotalen een systeem van negen of tien klinkers met klinkerharmonie toe, dat later zou zijn teruggebracht tot zeven.

## Subverdeling
De Volta-Congotalen kunnen als volgt verder worden onderverdeeld:
- Volta-Kongo
  - Noord-Volta-Kongo
    - Krutalen
    - Gurtalen (Voltaisch)
    - Senufotalen
    - Adamawa-Ubangi-talen

  - Zuid-Volta-Kongo-talen of Kwa-Benue-Kongo-talen
    - Kwatalen
    - Benue-Congotalen
      - West-Benue-Congo-talen
        - Yoruboid-talen
        - Edoid-talen
        - Igboid-talen
        - Nupoid-talen
        - Idomoid-talen

      - Oost-Benue-Kongo-talen
        - Platoid-talen of Centraal-Nigeriaans
          - Kainji-talen
          - Plateau-talen
          - Tarokoid-talen
          - Jukunoid-talen

        - Bantoid-Cross-talen
          - Cross-River-talen
          - Bantoidtalen
            - Noord-Bantoid-talen
              - Dakoid-talen
              - Mambiloid-talen

            - Zuid-Bantoid-talen
              - Jarawoid-talen
              - Tivoid-talen
              - Ekoid-talen
              - Grasland-talen
              - Bantoetalen

| Subgroep             | Aantal Talen | Aantal Sprekers | Voornaamste verspreidingsgebied                     |
| -------------------- | ------------ | --------------- | --------------------------------------------------- |
| Kru                  | 29           | 2,3 miljoen     | Ivoorkust, Zuid-Liberia                             |
| Gurtalen             | 74           | 15 miljoen      | Mali, Ivoorkust, Burkina Faso, Ghana, Togo, Nigeria |
| Senufotalen          | 15           | 2,7 miljoen     | Burkina Faso, Ivoorkust, Mali, Ghana                |
| Adamawa-Ubangi-talen | 158          | 7,6 miljoen     | Nigeria, Kameroen, Centraal-Afrika, Tsjaad, Soedan  |
| Kwatalen             | 75           | 21 miljoen      | Ivoorkust, Ghana, Togo, Benin, Nigeria              |
| Yoruboid-talen       | 14           | 22 miljoen      | Zuidwest-Nigeria, Benin, Togo                       |
| Edoid-talen          | 26           | 2,6 miljoen     | Centraal-Zuid-Nigeria                               |
| Igboid-talen         | 7            | 19 miljoen      | Zuidoost-Nigeria                                    |
| Nupoid-talen         | 11           | 3 miljoen       | West-Centraal-Nigeria                               |
| Idomoid-talen        | 9            | 1,1 miljoen     | Zuid-Nigeria                                        |
| Kainji-talen         | 54           | 1 miljoen       | Noordwest- en Noord-Centraal-Nigeria                |
| Plateau-talen        | 43           | 2 miljoen       | Noord-Centraal-Nigeria                              |
| Cross-River-talen    | 65           | 5,6 miljoen     | Nigeria: Cross-River-Staat; Kameroen                |
| Dakoid-talen         | 3            | 0,5 miljoen     | Oost-Nigeria                                        |
| Tivoid-talen         | 18           | 2,4 miljoen     | Oost-Nigeria, West-Kameroen                         |
| Grasland             | 67           | 2,5 miljoen     | West-Kameroen                                       |
| Bantu                | 487          | 210 miljoen     | Heel Midden- en Zuid-Afrika                         |